# Nekrolog 4. Quartal 1984
Nekrolog
◄◄
| ◄
| 1980
| 1981
| 1982
| 1983
| 1984 | 1985 | 1986 | 1987 | 1988 | ► | ►►
1. Quartal |
2. Quartal |
3. Quartal |
4. Quartal 1984
Weitere Ereignisse | Allgemeiner Nekrolog 1984
Die Beschreibung der verstorbenen Person sollte so kurz wie möglich gehalten sein und nur deren signifikante Tätigkeit(en) enthalten.
Neue Namen ggf. auch unter dem Geburts- und Sterbedatum, also etwa unter 1. Januar und im Geburts- und Sterbejahr (2024) eintragen (nur bei entsprechender großer Wichtigkeit). Für Beispiele siehe die schon vorhandenen Artikel.
Außerdem über die fünf zuletzt Verstorbenen, zu denen es einen ausreichend guten Artikel für eine Präsentation auf der Hauptseite gibt, nach der todesbedingten Überarbeitung der Artikel ggf. auch unter Wikipedia Diskussion:Hauptseite informieren und sie am besten auch in den anderen Wikipedia-Sprachversionen eintragen. Tipp: Regelmäßig bei news.google.de nach „ist tot“, „gestorben“ oder „verstorben“ suchen.
Wenn eine Person gestorben ist, gibt es viele Seiten zu dieser Person in der Wikipedia, die davon auch betroffen sind und entsprechend aktualisiert werden müssen. Beispiele: Namenübersichtsseite, Geburtsjahr, Geburtsort-Seiten und viele mehr.
Wie finde ich die betroffenen Seiten?
Im Suchfeld auf der linken Seite gibt man den Suchbegriff so ein: „Vorname Nachname“. Dann klickt man auf Volltext und alle Seiten mit entsprechendem Suchtext werden aufgerufen. Hier sieht man dann schnell, wo auch das Todesjahr Sinn macht oder sogar ein Teil des Artikels angepasst werden muss. Auch hilft das „Werkzeug“ auf der linken Seite sehr gut, um solche Seiten aufzufinden: „Links auf diese Seite“. Somit ist die Wikipedia wieder aktuell in allen Bereichen! Hinweis: bei Eintragung der Kategorie „Gestorben JAHR“ wird der Missbrauchsfilter 49 ausgelöst, was jedoch nicht schlimm ist. Siehe: Spezial:Missbrauchsfilter/49
Dies ist eine Liste von im vierten Quartal 1984 verstorbenen bekannten Persönlichkeiten. Die Einträge erfolgen innerhalb der einzelnen Daten alphabetisch sortiert. Tiere sind im Nekrolog für Tiere zu finden.

## Oktober
| Tag         | Name                                 | Beruf, bekannt als                                                                                    | Alter | Beleg |
| ----------- | ------------------------------------ | --- | ----- | ----- |
| 1. Oktober  | Walter Alston                        | US-amerikanischer Baseballspieler und -manager                                                        | 72    |       |
| 1. Oktober  | Cäcilie Hansmann                     | deutsche Widerstandskämpferin und Politikerin (KPD), MdL                                              | 76    |       |
| 1. Oktober  | Ernst Hoffmann                       | deutscher Politiker (SED)                                                                             | 75    |       |
| 1. Oktober  | Blagoje Marjanović                   | jugoslawischer Fußballspieler und -trainer                                                            | 77    |       |
| 1. Oktober  | Mario Nocentini                      | monegassischer Fußballspieler                                                                         | 57    |       |
| 1. Oktober  | Friedrich Poske                      | deutscher Marineoffizier und Grenzschutzbeamter                                                       | 79    |       |
| 1. Oktober  | Heinrich Anton Wolf                  | deutscher Jurist und Politiker (CDU)                                                                  | 76    |       |
| 1. Oktober  | Walter Frank Woodul                  | US-amerikanischer Politiker                                                                           | 92    |       |
| 2. Oktober  | Johannes Jaenicke                    | deutscher Chemiker                                                                                    | 96    |       |
| 2. Oktober  | Hâmit Zübeyir Koşay                  | türkischer Prähistoriker und Ethnologe                                                                |       |       |
| 2. Oktober  | Hans Lucks                           | deutscher Politiker (CDU), MdBB                                                                       | 56    |       |
| 2. Oktober  | Helge Pross                          | deutsche Soziologin                                                                                   | 57    |       |
| 2. Oktober  | Harry Strom                          | kanadischer Politiker                                                                                 | 70    |       |
| 2. Oktober  | Paul Weyres                          | deutscher Motorradrennfahrer und viermaliger Deutscher Meister                                        | 84    |       |
| 3. Oktober  | Salvatore Baccaro                    | italienischer Darsteller beim Film                                                                    | 40    |       |
| 3. Oktober  | Walter Best                          | deutscher, nationalsozialistischer Germanist, Dramaturg und Schriftsteller                            | 79    |       |
| 3. Oktober  | Helmut Holzapfel                     | deutscher Theologe, Geistlicher, Journalist, Autor                                                    | 69    |       |
| 4. Oktober  | Virgil Jacomini                      | US-amerikanischer Ruderer                                                                             | 85    |       |
| 4. Oktober  | Gabriel Marcillac                    | französischer Radrennfahrer                                                                           | 80    |       |
| 4. Oktober  | Gerda Weneskoski                     | finnische Pianistin und Musikpädagogin                                                                | 92    |       |
| 5. Oktober  | Aimé Bazin                           | französischer Filmarchitekt                                                                           | 80    |       |
| 5. Oktober  | Hugo Kükelhaus                       | deutscher Tischler, Künstler und Pädagoge                                                             | 84    |       |
| 5. Oktober  | Jean-Charles Payen                   | französischer Romanist und Mediävist                                                                  | 52    |       |
| 5. Oktober  | Karl Pfannhauser                     | österreichischer Musikwissenschaftler                                                                 | 73    |       |
| 5. Oktober  | Leonard Rossiter                     | britischer Schauspieler                                                                               | 57    |       |
| 5. Oktober  | Giovanni Spagnolli                   | italienischer Politiker                                                                               | 76    |       |
| 5. Oktober  | Waldemar von Zedtwitz                | deutsch-US-amerikanischer Bridgespieler                                                               | 88    |       |
| 6. Oktober  | Bert Andréas                         | deutscher Historiker, Bibliograf und Marx-Engels-Forscher                                             | 70    |       |
| 6. Oktober  | Philipp Constantin von Berckheim     | badischer Bankier                                                                                     | 60    |       |
| 6. Oktober  | Ghulam Mohammad Farhad               | afghanischer Politiker und Fachmann im Bereich der Elektrifizierung                                   |       |       |
| 6. Oktober  | Charlotte Long                       | britische Schauspielerin                                                                              | 18    |       |
| 6. Oktober  | George Gaylord Simpson               | US-amerikanischer Biologe, Zoologe, Paläontologe                                                      | 82    |       |
| 6. Oktober  | André van de Werve de Vorsselaer     | belgischer Florettfechter                                                                             | 76    |       |
| 6. Oktober  | Serhij Wsechswjatskyj                | ukrainisch-sowjetischer Astronom und Hochschullehrer                                                  | 79    |       |
| 7. Oktober  | Dieter Bergner                       | deutscher marxistischer Philosoph, Rektor der Martin-Luther-Universität Halle (Saale), SED-Funktionär | 56    |       |
| 7. Oktober  | Hans Berry                           | deutscher Jazz-Musiker (Trompete, Violine, Klavier) und Komponist                                     | 78    |       |
| 7. Oktober  | Josef Breitenbach                    | US-amerikanischer Maler und Fotograf deutscher Herkunft                                               | 88    |       |
| 7. Oktober  | İlyas Has                            | türkischer Devrimci-Yol-Aktivist                                                                      | 39    |       |
| 7. Oktober  | Sebastiano Lo Nigro                  | italienischer Ethnologe                                                                               | 65    |       |
| 7. Oktober  | Emil Öhmann                          | finnischer Germanist, Romanist und Linguist                                                           | 90    |       |
| 7. Oktober  | Hermann Schroeder                    | deutscher Komponist und katholischer Kirchenmusiker                                                   | 80    |       |
| 8. Oktober  | Françoise Aubut                      | kanadische Organistin und Musikpädagogin                                                              | 62    |       |
| 8. Oktober  | Paul Baumgarten                      | deutscher Architekt                                                                                   | 84    |       |
| 8. Oktober  | René Garnier                         | französischer Mathematiker                                                                            | 97    |       |
| 8. Oktober  | Manfred Grabs                        | deutscher Musikwissenschaftler und Komponist                                                          | 46    |       |
| 8. Oktober  | Maimi von Mirbach                    | deutsche Cellistin und Mitglied der Bekennenden Kirche                                                | 85    |       |
| 8. Oktober  | Kurt Roesch                          | deutsch-US-amerikanischer Maler und Schriftsteller                                                    | 78    |       |
| 8. Oktober  | Theodor Schieder                     | deutscher Historiker                                                                                  | 76    |       |
| 8. Oktober  | Karl Schulz                          | deutscher SS-Hauptsturmführer und Chef der politischen Abteilung im KZ Mauthausen                     | 82    |       |
| 9. Oktober  | Heinz von Cleve                      | deutscher Schauspieler, Synchronsprecher und Hörspielsprecher                                         | 87    |       |
| 9. Oktober  | Ludwig Hornsteiner                   | deutscher Bühnenbildner, Ausstatter und Kostümbildner                                                 | 85    |       |
| 9. Oktober  | Hans von Meiss-Teuffen               | Schweizer Abenteurer und Autor                                                                        | 72    |       |
| 9. Oktober  | Henri Michaux                        | belgisch-französischer Dichter und Maler                                                              | 85    |       |
| 10. Oktober | Rudolf Adolph                        | deutscher Schriftsteller                                                                              | 84    |       |
| 10. Oktober | Ursula Curtiss                       | US-amerikanische Schriftstellerin                                                                     | 61    |       |
| 10. Oktober | Thomas E. Gaddis                     | US-amerikanischer Schriftsteller                                                                      | 76    |       |
| 10. Oktober | Shikao Ikehara                       | japanischer Mathematiker                                                                              | 80    |       |
| 10. Oktober | Alo Koll                             | deutscher Komponist, Orchesterleiter und Dozent                                                       | 74    |       |
| 10. Oktober | Erich von Loeffelholz                | deutscher Politiker (FDP)                                                                             | 70    |       |
| 10. Oktober | Scott Sutherland                     | schottischer Bildhauer und Hochschullehrer                                                            | 74    |       |
| 10. Oktober | Peter Thienhaus                      | deutscher Maler, Grafiker und Objektkünstler                                                          | 73    |       |
| 11. Oktober | Manuel Alonso                        | spanischer Tennisspieler                                                                              | 88    |       |
| 11. Oktober | Anton Bergmeier                      | deutscher Arrestaufseher im KZ Buchenwald                                                             | 64    |       |
| 11. Oktober | Eduard Bovensiepen                   | deutscher Politiker (SPD), MdL                                                                        | 63    |       |
| 11. Oktober | Wilhelm Fredemann                    | deutscher Autor und Pädagoge                                                                          | 87    |       |
| 11. Oktober | Rollie Free                          | US-amerikanischer Motorrad-Rennfahrer                                                                 | 83    |       |
| 11. Oktober | Gertrud Fridh                        | schwedische Theater- und Filmschauspielerin                                                           | 62    |       |
| 11. Oktober | H. Bruce Humberstone                 | US-amerikanischer Film- und Fernsehregisseur                                                          | 82    |       |
| 11. Oktober | Ursula Krieg                         | deutsche Schauspielerin und Synchronsprecherin                                                        | 84    |       |
| 11. Oktober | Adalbert Metzinger                   | deutscher Benediktiner und Abt des Klosters Weingarten                                                | 74    |       |
| 11. Oktober | Catharine Cox Miles                  | US-amerikanische Psychologin                                                                          |       |       |
| 11. Oktober | Benno Schotz                         | estnischstämmiger Bildhauer                                                                           | 93    |       |
| 12. Oktober | Rudolf Beiswanger                    | deutscher Schauspieler, Hörfunk- und Hörspielsprecher, Hörspielregisseur und Theaterintendant         | 81    |       |
| 12. Oktober | Kjeld Bonfils                        | dänischer Jazzmusiker                                                                                 | 66    |       |
| 12. Oktober | Konstantin Konstantinowitsch Chrenow | russischer Metallurg, Schweißpionier und Hochschullehrer                                              | 90    |       |
| 12. Oktober | Jesús María Sanromá                  | puerto-ricanischer Pianist und Musikpädagoge                                                          | 80    |       |
| 13. Oktober | Gustav Comberg                       | deutscher Agrarwissenschaftler, Züchtungsforscher und Hochschullehrer                                 | 73    |       |
| 13. Oktober | Alice Neel                           | US-amerikanische Malerin                                                                              | 84    |       |
| 13. Oktober | Wilhelm Stemmer                      | österreichischer Politiker (SDAP/SPÖ) und Lehrer                                                      | 75    |       |
| 14. Oktober | Dick Attlesey                        | US-amerikanischer Hürdenläufer und Sprinter                                                           | 55    |       |
| 14. Oktober | Frederic C. Lane                     | US-amerikanischer Wirtschaftshistoriker                                                               | 83    |       |
| 14. Oktober | Fred Ludwig                          | deutscher Schauspieler                                                                                | 63    |       |
| 14. Oktober | Martin Ryle                          | britischer Radioastronom                                                                              | 66    |       |
| 14. Oktober | Friedl Wolfgang                      | österreichischer Skirennläufer                                                                        | 75    |       |
| 15. Oktober | Walter Hummelsheim                   | deutscher Politiker und Widerstandskämpfer                                                            | 80    |       |
| 15. Oktober | Franz Laufke                         | deutscher Jurist und Hochschullehrer                                                                  | 83    |       |
| 15. Oktober | Paolo Marella                        | italienischer Geistlicher, Kurienkardinal der römisch-katholischen Kirche                             | 89    |       |
| 15. Oktober | Howard L. Penman                     | britischer Physiker                                                                                   | 75    |       |
| 15. Oktober | Gary Vinson                          | US-amerikanischer Schauspieler                                                                        | 47    |       |
| 16. Oktober | François Daumas                      | französischer Ägyptologe                                                                              | 69    |       |
| 16. Oktober | Peggy Ann Garner                     | US-amerikanische Film- und Theaterschauspielerin und Fotomodell                                       | 52    |       |
| 16. Oktober | Erich Henschel                       | deutscher Künstler                                                                                    | 77    |       |
| 16. Oktober | Rosita Quiroga                       | argentinische Tangosängerin, -dichterin und -komponistin                                              | 88    |       |
| 16. Oktober | Don Reno                             | US-amerikanischer Bluegrass-Banjospieler und Gitarrist                                                | 57    |       |
| 16. Oktober | Kathryn Uhl Ball                     | US-amerikanische Künstlerin                                                                           | 82    |       |
| 17. Oktober | Hermann Auf der Heide                | deutscher Feldhockeyspieler                                                                           | 73    |       |
| 17. Oktober | Bertus Ausum                         | niederländischer Fußballschiedsrichter                                                                | 76    |       |
| 17. Oktober | Ernst Bergmann                       | deutscher Kommunalpolitiker (Freie Wähler)                                                            |       |       |
| 17. Oktober | Alberta Hunter                       | amerikanische Blues- und Jazz-Sängerin                                                                | 89    |       |
| 17. Oktober | Pablo Manguel                        | argentinischer Diplomat                                                                               | 71    |       |
| 17. Oktober | Peder Møller                         | dänischer Turner                                                                                      | 87    |       |
| 17. Oktober | Georg Neugebauer                     | deutscher Politiker (NSDAP), MdR                                                                      | 83    |       |
| 17. Oktober | Oscar William Reinmuth               | US-amerikanischer Epigraphiker                                                                        | 84    |       |
| 17. Oktober | Hubert Schmundt                      | deutscher Admiral der Kriegsmarine im Zweiten Weltkrieg                                               | 96    |       |
| 17. Oktober | Georges Thill                        | französischer Opernsänger (Tenor)                                                                     | 86    |       |
| 18. Oktober | Károly Garaguly                      | ungarischer Violinist und Dirigent                                                                    | 83    |       |
| 18. Oktober | Magnhild Haalke                      | norwegische Autorin                                                                                   | 99    |       |
| 18. Oktober | Jon-Erik Hexum                       | US-amerikanischer Schauspieler und Model                                                              | 26    |       |
| 18. Oktober | Robert G. Leffingwell                | US-amerikanischer Filmproduzent und Zeichner für Animationsfilme                                      | 75    |       |
| 18. Oktober | Alexander Münch                      | deutscher Autor und Literaturwissenschaftler                                                          | 83    |       |
| 18. Oktober | Wilhelm Rudnigger                    | österreichischer Mundartdichter (Kärnten), Lyriker und Hörspielautor                                  | 63    |       |
| 18. Oktober | Giuseppe Tacca                       | italienisch-französischer Radrennfahrer                                                               | 67    |       |
| 19. Oktober | Paul Aigner                          | österreichischer Werbegrafiker, Portraitzeichner und Aktkunstmaler                                    | 79    |       |
| 19. Oktober | Konrad Banz                          | deutscher Pädagoge und Naturforscher                                                                  | 70    |       |
| 19. Oktober | Erik Moltke                          | dänischer Mediävist, Runologe und Historiker                                                          | 83    |       |
| 19. Oktober | Buddy Moss                           | US-amerikanischer Bluesmusiker                                                                        | 70    |       |
| 19. Oktober | Jerzy Popiełuszko                    | polnischer Geistlicher, der vom polnischen Staatssicherheitsdienst ermordet wurde, Seliger            | 37    |       |
| 19. Oktober | Otto-Ernst Schüddekopf               | deutscher Historiker und SS-Obersturmbannführer                                                       | 71    |       |
| 20. Oktober | Carl Ferdinand Cori                  | österreichisch-US-amerikanischer Arzt, Nobelpreisträger                                               | 87    |       |
| 20. Oktober | Adalbert Dessau                      | deutscher Lateinamerikanist, Romanist und Literaturwissenschaftler                                    | 56    |       |
| 20. Oktober | Paul Dirac                           | britischer Physiker, Nobelpreisträger und Mitbegründer der Quantenphysik                              | 82    |       |
| 20. Oktober | Tina Hedström                        | schwedische Schauspielerin                                                                            | 42    |       |
| 20. Oktober | Fritz Hoch                           | deutscher Politiker (SPD)                                                                             | 87    |       |
| 20. Oktober | Hans Huebmer                         | österreichischer Journalist, Sachbuchautor und Pressereferent der Vorarlberger Landesregierung        | 87    |       |
| 20. Oktober | Budd Johnson                         | amerikanischer Jazz-Saxophonist und Klarinettist sowie Arrangeur                                      | 73    |       |
| 20. Oktober | Pierre Kast                          | französischer Filmregisseur, Drehbuchautor und Schriftsteller                                         | 63    |       |
| 21. Oktober | Leonardo Cortese                     | italienischer Schauspieler und Regisseur                                                              | 68    |       |
| 21. Oktober | Christian Enders                     | deutscher Politiker (SPD), MdL                                                                        | 85    |       |
| 21. Oktober | Eva Fiebig                           | deutsche Schauspielerin, Hörspielsprecherin und Synchronsprecherin                                    | 84    |       |
| 21. Oktober | Adolf Fischer                        | deutscher Schauspieler und Produktionsleiter                                                          | 83    |       |
| 21. Oktober | Carl Holböck                         | österreichischer Kirchenrechtler                                                                      | 79    |       |
| 21. Oktober | Ernst August Lauter                  | deutscher Physiker                                                                                    | 63    |       |
| 21. Oktober | Walter Rentschler                    | deutscher Physiker, Hochschullehrer und ehemaliger Rektor der Universität Hohenheim                   | 73    |       |
| 21. Oktober | Olavi Sihvonen                       | finnischer Skilangläufer und Nordischer Kombinierer                                                   | 66    |       |
| 21. Oktober | François Truffaut                    | französischer Filmregisseur, Filmkritiker, Schauspieler und Produzent                                 | 52    |       |
| 21. Oktober | Dalibor Vačkář                       | tschechischer Komponist                                                                               | 78    |       |
| 22. Oktober | Ralf Bregazzi                        | deutscher Schauspieler                                                                                | 59    |       |
| 22. Oktober | Cegerxwîn                            | kurdischer Dichter und Schriftsteller                                                                 |       |       |
| 22. Oktober | Hermann Hartmann                     | deutscher Chemiker                                                                                    | 70    |       |
| 22. Oktober | Fortunat Huber                       | Schweizer Unternehmer, Verleger und Schriftsteller                                                    | 88    |       |
| 22. Oktober | Anton Lorch                          | deutscher Offizier, zuletzt Brigadegeneral der Bundeswehr                                             | 74    |       |
| 22. Oktober | Otto Reimers                         | deutscher Anarchist und Syndikalist                                                                   | 82    |       |
| 22. Oktober | Oscar Fritz Schuh                    | deutscher Dramaturg, Theater-, Opernregisseur und Intendant                                           | 80    |       |
| 22. Oktober | Harold L. Walters                    | US-amerikanischer Komponist                                                                           | 66    |       |
| 23. Oktober | Günther Altenburg                    | deutscher Diplomat im Zweiten Weltkrieg, Generalbevollmächtigter im besetzten Griechenland            | 90    |       |
| 23. Oktober | Josef Augstein                       | deutscher Jurist und Bruder des Spiegel-Herausgebers Rudolf Augstein                                  | 75    |       |
| 23. Oktober | Friedrich Berber                     | deutscher Völkerrechtler und Staatsphilosoph                                                          | 85    |       |
| 23. Oktober | Marcel Brion                         | französischer Schriftsteller                                                                          | 88    |       |
| 23. Oktober | Millard F. Caldwell                  | US-amerikanischer Jurist und Politiker                                                                | 87    |       |
| 23. Oktober | Oskar Werner                         | österreichischer Schauspieler und Deklamator                                                          | 61    |       |
| 24. Oktober | Walter Becker                        | deutscher Maler und Grafiker                                                                          | 91    |       |
| 24. Oktober | Carl Heinz Bobleter                  | österreichischer Botschafter und Politiker                                                            | 72    |       |
| 24. Oktober | Walter Woolf King                    | US-amerikanischer Schauspieler und Sänger                                                             | 84    |       |
| 25. Oktober | Josef Fink                           | deutscher Klassischer und Christlicher Archäologe                                                     | 72    |       |
| 25. Oktober | Dietrich Hahn                        | deutscher Physiker                                                                                    | 62    |       |
| 25. Oktober | Kurt August Koelsch                  | deutscher Chirurg                                                                                     | 74    |       |
| 25. Oktober | René Lorain                          | französischer Sprinter                                                                                | 84    |       |
| 25. Oktober | Pascale Ogier                        | französische Schauspielerin                                                                           | 25    |       |
| 25. Oktober | Stanford Robinson                    | britischer Dirigent und Komponist                                                                     | 80    |       |
| 25. Oktober | Håkan Serner                         | schwedischer Schauspieler                                                                             | 51    |       |
| 26. Oktober | Gottfried Fraenkel                   | deutsch-israelischer Zoologe (Entomologe)                                                             | 83    |       |
| 26. Oktober | Mark Kac                             | polnischer Mathematiker                                                                               | 70    |       |
| 26. Oktober | Fritz Morgenthaler                   | Schweizer Psychoanalytiker und Autor                                                                  | 65    |       |
| 26. Oktober | Rudolfine Muhr                       | österreichische Politikerin (SPÖ), Landtagsabgeordnete, Mitglied des Bundesrates                      | 84    |       |
| 26. Oktober | Fritz Overbeck                       | deutscher Politiker (FDP), MdL                                                                        | 79    |       |
| 26. Oktober | Rudolf Stucken                       | deutscher Wirtschaftswissenschaftler                                                                  | 93    |       |
| 26. Oktober | Constantin von Tuschinski            | rumänischer Staatsanwalt, Anwalt sowie Schriftsteller                                                 | 78    |       |
| 27. Oktober | Winfried Albiez                      | deutscher Orgelbauer                                                                                  | 46    |       |
| 27. Oktober | Christian Kreuzer                    | deutscher Politiker (CSU)                                                                             | 69    |       |
| 27. Oktober | Zdenko Paumgartten                   | österreichischer General der Infanterie                                                               | 80    |       |
| 28. Oktober | Rudi Gruner                          | deutscher Maler und Zeichner                                                                          | 75    |       |
| 28. Oktober | Fritz Meyer-Struckmann               | deutscher Bankier und Jurist                                                                          | 76    |       |
| 28. Oktober | Knut Nordahl                         | schwedischer Fußballspieler                                                                           | 64    |       |
| 29. Oktober | Asada Benji                          | japanischer Maler und Holzschnitt-Künstler                                                            | 83    |       |
| 29. Oktober | Robert von Förster                   | deutscher Diplomat                                                                                    | 71    |       |
| 29. Oktober | Wolfgang Keilig                      | deutscher Offizier und Militärschriftsteller                                                          | 69    |       |
| 29. Oktober | Soo Yong                             | chinesisch-amerikanische Filmschauspielerin                                                           | 80    |       |
| 30. Oktober | William D’Amico                      | US-amerikanischer Bobfahrer                                                                           | 74    |       |
| 30. Oktober | Maurice Delbouille                   | belgischer Romanist und Mediävist                                                                     | 81    |       |
| 30. Oktober | June Duprez                          | britische Schauspielerin in Film und Theater                                                          | 66    |       |
| 30. Oktober | Kurt Fiedler                         | österreichischer Kaufmann und Politiker (ÖVP), Landtagsabgeordneter, Abgeordneter zum Nationalrat     | 62    |       |
| 30. Oktober | Heinrich Galm                        | deutscher Politiker und Gewerkschafter                                                                | 89    |       |
| 30. Oktober | Wolfgang Heinz                       | deutscher Schauspieler und Regisseur                                                                  | 84    |       |
| 30. Oktober | Carlo Infascelli                     | italienischer Filmproduzent, -regisseur und Drehbuchautor                                             | 71    |       |
| 30. Oktober | Luzie Uptmoor                        | deutsche Malerin                                                                                      | 84    |       |
| 30. Oktober | Primo Zeglio                         | italienischer Filmregisseur und Drehbuchautor                                                         | 78    |       |
| 31. Oktober | John Collier                         | US-amerikanischer Hürdenläufer                                                                        | 77    |       |
| 31. Oktober | Eduardo De Filippo                   | italienischer Schauspieler und Theaterautor sowie Filmregisseur                                       | 84    |       |
| 31. Oktober | Indira Gandhi                        | indische Politikerin und Premierministerin                                                            | 66    |       |
| 31. Oktober | Hermann Haake                        | deutscher Verwaltungsbeamter und Politiker (SPD), MdL Baden-Württemberg                               | 85    |       |
| 31. Oktober | Otto Kohler                          | deutscher Geistlicher und NS-Opfer                                                                    | 75    |       |
| 31. Oktober | Friedrich Meinzolt                   | deutscher Jurist                                                                                      | 98    |       |
| 31. Oktober | Hans Schanzara                       | deutscher Opernsänger (Bass) und Komponist                                                            | 87    |       |
| 31. Oktober | Klawdija Toptschijewa                | sowjetische Physikochemikerin und Hochschullehrerin                                                   | 73    |       |
| 31. Oktober | Denise Vernac                        | französische Filmschauspielerin                                                                       | 68    |       |
| Oktober     | Andrew Aitken                        | englischer Fußballtorhüter                                                                            | 75    |       |
| Oktober     | Carlos Gringa                        | uruguayischer Fußballspieler                                                                          | 72    |       |
| Oktober     | Helen Rosenau                        | deutsch-britische Kunsthistorikerin                                                                   | 84    |       |

## November
| Tag          | Name                                              | Beruf, bekannt als                                                                                              | Alter | Beleg |
| ------------ | ------------------------------------------------- | --- | ----- | ----- |
| 1. November  | Ramón Castro Jijón                                | ecuadorianischer Konteradmiral und Vorsitzender der Militärjunta                                                | 68    |       |
| 1. November  | Alice Cleaver                                     | englisches Kindermädchen, Überlebende des Titanic-Untergangs, Rufmord-Opfer                                     | 95    |       |
| 1. November  | Leopold Jahn                                      | österreichischer Fotograf, Maler und Grafiker                                                                   | 73    |       |
| 1. November  | Josef Janko                                       | deutscher Opernsänger (Tenor)                                                                                   | 87    |       |
| 1. November  | Armin Jüngling                                    | deutscher Dichterarzt                                                                                           | 75    |       |
| 1. November  | Norman Krasna                                     | US-amerikanischer Drehbuchautor, Bühnenautor, Filmproduzent und Filmregisseur                                   | 74    |       |
| 1. November  | Gerhard Meyer                                     | deutscher Historiker, Bibliothekar und Direktor der (späteren) Gottfried Wilhelm Leibniz Bibliothek – Nieder... | 84    |       |
| 1. November  | Marcel Moyse                                      | französischer Flötist                                                                                           | 95    |       |
| 1. November  | Alfred von Reumont                                | deutscher Offizier der Wehrmacht und Sozialgerichtsrat                                                          | 85    |       |
| 1. November  | Paul Rosié                                        | deutscher Schriftsteller und Grafiker                                                                           | 74    |       |
| 1. November  | Boris Souvarine                                   | französischer politischer Aktivist und Publizist                                                                |       |       |
| 1. November  | Anton Toscani                                     | niederländischer Geher                                                                                          | 83    |       |
| 2. November  | Velma Margie Barfield                             | US-amerikanische Serienmörderin                                                                                 | 52    |       |
| 2. November  | István Fáry                                       | ungarisch-amerikanischer Mathematiker                                                                           | 62    |       |
| 2. November  | Leopold Hauer                                     | österreichischer Maler                                                                                          | 88    |       |
| 2. November  | Toni Hiebeler                                     | österreichischer Fotograf, Bergsteiger, Publizist                                                               | 54    |       |
| 2. November  | Erika Iberer                                      | österreichische Autorin                                                                                         | 78    |       |
| 2. November  | Karl Krieghoff                                    | deutscher Schriftsteller                                                                                        | 79    |       |
| 2. November  | Harry Marnitz                                     | deutscher Masseur und Arzt                                                                                      | 90    |       |
| 3. November  | Milo Anderson                                     | US-amerikanischer Kostümbildner                                                                                 | 74    |       |
| 3. November  | Aldo Donati                                       | italienischer Fußballspieler                                                                                    | 74    |       |
| 3. November  | Heinz Müller-Pilgram                              | deutscher Maler und Zeichner                                                                                    | 70    |       |
| 3. November  | Selma Rosenfeld                                   | deutsche Lehrerin und Professorin                                                                               | 92    |       |
| 4. November  | Fintan Coogan senior                              | irischer Politiker                                                                                              | 40    |       |
| 4. November  | Harold Donohue                                    | US-amerikanischer Politiker                                                                                     | 83    |       |
| 4. November  | Jane Evrard                                       | französische Dirigentin                                                                                         | 91    |       |
| 4. November  | Arie Ludwig Gaathon                               | israelischer Ökonom                                                                                             | 85    |       |
| 4. November  | Norman Geschwind                                  | US-amerikanischer Neurologe und Neurowissenschaftler                                                            | 58    |       |
| 4. November  | Georg Honigmann                                   | deutscher Journalist                                                                                            | 81    |       |
| 4. November  | Skip Martin                                       | britischer Schauspieler                                                                                         | 56    |       |
| 4. November  | Francesco Mulè                                    | italienischer Schauspieler                                                                                      | 57    |       |
| 4. November  | Per Schwenzen                                     | norwegischer Kabarettist und Drehbuchautor                                                                      | 85    |       |
| 5. November  | Gerhard Hönicke                                   | deutscher Leichtathlet                                                                                          | 54    |       |
| 5. November  | Domien Jacob                                      | belgischer Turner                                                                                               | 87    |       |
| 5. November  | Ivor Montagu                                      | englischer Filmemacher, Filmeditor, Filmproduzent, Filmkritiker, Tischtennisspieler, linker Politiker und ve... | 80    |       |
| 5. November  | Paul Reimers                                      | deutscher Jurist und Richter am Volksgerichtshof                                                                | 82    |       |
| 5. November  | Horst Rüdiger                                     | deutscher Hochschullehrer; Ordinarius an der Universität Bonn                                                   | 76    |       |
| 5. November  | Enrique Schmidt                                   | nicaraguanischer Revolutionär und Politiker                                                                     |       |       |
| 5. November  | Max Spielmann                                     | österreichischer Maler, Glasmaler und Bildhauer                                                                 | 78    |       |
| 6. November  | Josep Antoni Coderch                              | spanischer Architekt                                                                                            | 70    |       |
| 6. November  | Kurt Nitsch                                       | deutscher Pädiater und Hochschullehrer                                                                          | 69    |       |
| 6. November  | Georg Siebert                                     | deutscher Maler und Vertreter des deutschen Realismus                                                           | 88    |       |
| 7. November  | Alfred Baresel                                    | deutscher Musikkritiker und Musikschriftsteller                                                                 | 91    |       |
| 7. November  | Kurt Desch                                        | deutscher Verleger                                                                                              | 81    |       |
| 7. November  | Hans Herter                                       | deutscher Klassischer Philologe                                                                                 | 85    |       |
| 7. November  | Rolf Ismer                                        | deutscher Politiker (CDU), MdL                                                                                  | 71    |       |
| 7. November  | Friedrich Maurer                                  | deutscher Germanist, Sprachwissenschaftler                                                                      | 86    |       |
| 7. November  | Charlotte Walner-von Deuten                       | deutsche Rechtsanwältin, Frauenrechtlerin und Politikerin (SPD), MdHB                                           | 78    |       |
| 8. November  | Ciriaco Errasti                                   | spanischer Fußballspieler                                                                                       | 80    |       |
| 8. November  | Hans Griepentrog                                  | deutscher Maler und Zeichner                                                                                    | 73    |       |
| 8. November  | Carl Junghans                                     | deutscher Filmregisseur, Filmeditor und Drehbuchautor                                                           | 87    |       |
| 8. November  | Albert Heinrich Kniest                            | deutscher Schachkomponist                                                                                       | 76    |       |
| 8. November  | Collin Walcott                                    | amerikanischer Perkussionist und Sitarspieler                                                                   | 39    |       |
| 9. November  | Jindřich Fritz                                    | tschechischer Schachkomponist                                                                                   | 72    |       |
| 9. November  | William MacDonald                                 | britischer Offizier der Luftstreitkräfte des Vereinigten Königreichs                                            | 76    |       |
| 9. November  | Hans Petersson                                    | deutscher Mathematiker                                                                                          | 82    |       |
| 10. November | Stanley Beaver                                    | britischer Geograph und Professor an der Keele University                                                       | 77    |       |
| 10. November | Johann Georg Ernst Engelhard                      | deutscher Physiker                                                                                              | 76    |       |
| 10. November | Xavier Herbert                                    | australischer Schriftsteller und Naturforscher                                                                  | 83    |       |
| 10. November | Juozas Mickevičius                                | litauischer Historiker und Museumsleiter                                                                        | 84    |       |
| 10. November | Walter Schultze                                   | deutscher Erziehungswissenschaftler                                                                             | 80    |       |
| 11. November | Jacques M. Bächtold                               | Schweizer Didaktiker, Kulturförderer, Dialektlexikograph und Mundartpfleger                                     | 97    |       |
| 11. November | Hans Reif                                         | deutscher Politiker (FDP), MdA                                                                                  | 85    |       |
| 11. November | Wilhelm Schulz                                    | deutscher SS-Hauptsturmführer und verurteilter Kriegsverbrecher                                                 | 75    |       |
| 11. November | Richard Türk                                      | deutscher Politiker (NSDAP), MdR, MdL, SS-Hauptsturmführer                                                      | 81    |       |
| 11. November | Joachim Uhing                                     | deutscher Ingenieur und Unternehmer                                                                             | 79    |       |
| 12. November | Antônio de Almeida Moraes Junior                  | brasilianischer Geistlicher, Erzbischof von Niterói                                                             | 80    |       |
| 12. November | Christopher Brathwaite                            | Sprinter aus Trinidad und Tobago                                                                                | 36    |       |
| 12. November | Mauk de Brauw                                     | niederländischer Wirtschaftsmanager und Politiker (PvdA)                                                        | 59    |       |
| 12. November | Ben Lucien Burman                                 | US-amerikanischer Journalist und Schriftsteller                                                                 | 88    |       |
| 12. November | Georg Fischer                                     | deutscher Geologe, Mineraloge sowie Hochschullehrer                                                             | 84    |       |
| 12. November | Ernst Gerson                                      | deutscher Architekt                                                                                             | 94    |       |
| 12. November | Peter Meyer                                       | Schweizer Architekt                                                                                             | 89    |       |
| 12. November | Josef Panzenböck                                  | österreichischer Politiker (SPÖ), Mitglied des Bundesrates                                                      | 84    |       |
| 12. November | Franz Radakovics                                  | österreichischer Fußballspieler                                                                                 | 77    |       |
| 12. November | Heinrich Tillessen                                | deutscher Attentäter                                                                                            | 89    |       |
| 13. November | Donald Favor                                      | US-amerikanischer Leichtathlet                                                                                  | 71    |       |
| 13. November | Chester Himes                                     | US-amerikanischer Schriftsteller                                                                                | 75    |       |
| 13. November | Werner Ladiges                                    | deutscher Zoologe und Aquaristik-Autor                                                                          | 74    |       |
| 13. November | Bärbel Wachholz                                   | deutsche Schlagersängerin                                                                                       | 46    |       |
| 13. November | Chris Wheeler                                     | australischer Radrennfahrer                                                                                     | 70    |       |
| 14. November | Otto Bezold                                       | deutscher Jurist und Politiker (FDP); bayerischer Staatsminister                                                | 85    |       |
| 14. November | Adhemar Canavesi                                  | uruguayischer Fußballspieler                                                                                    | 81    |       |
| 14. November | Milan Hašek                                       | tschechoslowakischer Immunologe                                                                                 | 59    |       |
| 14. November | Alexander Hegarth                                 | deutscher Schauspieler                                                                                          | 61    |       |
| 14. November | Greg Irons                                        | amerikanischer Kartoonist und Tätowierer                                                                        | 37    |       |
| 14. November | Berthold Löhr                                     | deutscher Chirurg und Hochschullehrer                                                                           | 63    |       |
| 14. November | Charlotte Oelschlägel                             | deutsche Eiskunstläuferin                                                                                       | 86    |       |
| 14. November | Adolf Rieth                                       | deutscher Prähistoriker                                                                                         | 82    |       |
| 14. November | Herbert Stahl                                     | deutscher baptistischer Geistlicher und Theologe                                                                | 76    |       |
| 15. November | Baby Fae                                          | US-amerikanisches Mädchen, dem ein Tierherz transplantiert wurde                                                |       |       |
| 15. November | James Henry Fields                                | US-amerikanischer Pianist                                                                                       | 36    |       |
| 15. November | Hermann Dietzfelbinger                            | deutscher Pfarrer, Theologe und bayerischer Landesbischof                                                       | 76    |       |
| 15. November | Anton Kehrer                                      | österreichischer Landwirt, Genossenschaftsfunktionär und Politiker (ÖVP)                                        | 91    |       |
| 15. November | Heinz Dietrich Kenter                             | deutscher Theaterschauspieler und Regisseur                                                                     | 87    |       |
| 15. November | Bruno Vahl-Berg                                   | deutscher Schauspieler                                                                                          | 81    |       |
| 15. November | Walter Wessel                                     | deutscher theoretischer Physiker und Hochschullehrer an der Universität Heidelberg                              | 84    |       |
| 16. November | Volkmar Borbein                                   | deutscher Jurist                                                                                                | 80    |       |
| 16. November | George Deacon                                     | britischer Ozeanograph und Chemiker                                                                             | 78    |       |
| 16. November | Vic Dickenson                                     | US-amerikanischer Jazzposaunist                                                                                 | 78    |       |
| 16. November | Margarete Freudenthal                             | deutschisraelische Soziologin                                                                                   | 90    |       |
| 16. November | Charles Adams Mosher                              | US-amerikanischer Politiker                                                                                     | 78    |       |
| 16. November | Paul Pörtner                                      | deutscher Schriftsteller und Übersetzer                                                                         | 59    |       |
| 16. November | Hans Roos                                         | deutscher Historiker                                                                                            | 64    |       |
| 16. November | Leonard Rose                                      | US-amerikanischer Cellist                                                                                       | 66    |       |
| 16. November | James Wilkinson                                   | US-amerikanischer Filmeditor und Tontechniker                                                                   | 88    |       |
| 17. November | Rudolf Eberle                                     | deutscher Volkswirt und Politiker (CDU), MdL                                                                    | 58    |       |
| 17. November | Jochen Huth                                       | deutscher Schauspieler, Hörspiel- und Drehbuchautor                                                             | 79    |       |
| 17. November | Hans Kilb                                         | deutscher Jurist                                                                                                | 74    |       |
| 17. November | Otto Küsel                                        | deutscher Funktionshäftling in Konzentrationslagern                                                             | 75    |       |
| 17. November | Erich Lehmensick                                  | deutscher Erziehungswissenschaftler und Reformpädagoge                                                          | 86    |       |
| 17. November | Werner Milch                                      | deutscher Jurist und Offizier der Wehrmacht                                                                     | 81    |       |
| 17. November | Jüri Müür                                         | estnischer Filmregisseur und Drehbuchautor                                                                      | 55    |       |
| 17. November | Jan Novák                                         | tschechischer Komponist                                                                                         | 63    |       |
| 17. November | Franz Schütz                                      | österreichischer Politiker (ÖVP), Landtagsabgeordneter                                                          | 76    |       |
| 17. November | Matthias Walden                                   | konservativer deutscher Journalist                                                                              | 57    |       |
| 18. November | Gerrit van Bakel                                  | niederländischer Maler, Möbeldesigner und Vertreter der Kinetischen Kunst                                       | 41    |       |
| 18. November | Osvaldo Fresedo                                   | argentinischer Tango-Musiker und -Komponist                                                                     | 87    |       |
| 18. November | Thomas Jones, Baron Maelor                        | walisischer Politiker (Labour Party), Mitglied des House of Commons                                             | 86    |       |
| 18. November | Ingeburg Nilius                                   | deutsche Prähistorikerin                                                                                        | 57    |       |
| 18. November | Alexander Schläffer                               | österreichischer Krippenbauer                                                                                   |       |       |
| 18. November | Monika Sperr                                      | deutsche Schriftstellerin und Journalistin                                                                      | 43    |       |
| 19. November | George Aiken                                      | US-amerikanischer Politiker                                                                                     | 92    |       |
| 19. November | Justin Albert Driscoll                            | US-amerikanischer Geistlicher, Bischof von Fargo                                                                | 64    |       |
| 19. November | Walter Greite                                     | deutscher Biologe                                                                                               | 77    |       |
| 19. November | Eduardo Marturet                                  | venezolanischer Diplomat                                                                                        | 77    |       |
| 19. November | Nikola Platikanow                                 | bulgarischer Zoologe                                                                                            | 86    |       |
| 19. November | Christian Veder                                   | österreichischer Bauingenieur                                                                                   | 77    |       |
| 20. November | Trygve Bratteli                                   | norwegischer Politiker, Mitglied des Storting                                                                   | 74    |       |
| 20. November | Carlo Campanini                                   | italienischer Schauspieler und Sänger                                                                           | 78    |       |
| 20. November | Mario Celoria                                     | italienischer Fußballspieler                                                                                    | 73    |       |
| 20. November | Kristian Djurhuus                                 | färöischer Politiker                                                                                            | 89    |       |
| 20. November | Faiz Ahmed Faiz                                   | pakistanischer Urdu-Dichter                                                                                     | 73    |       |
| 20. November | Otto Keil                                         | deutscher bildender Künstler und Kunstpädagoge                                                                  | 79    |       |
| 20. November | Raoul Manselli                                    | italienischer Historiker                                                                                        | 67    |       |
| 20. November | Alexander Moyzes                                  | slowakischer Komponist                                                                                          | 78    |       |
| 20. November | Timo Mustakallio                                  | finnischer Opernsänger und Festspielleiter                                                                      | 55    |       |
| 20. November | Carlo Mor von Weber                               | Deutsche Autorin, Journalistin, Grafikerin, Fotografin, Übersetzerin, Vortragende                               | 86    |       |
| 21. November | Jakow Gering                                      | sowjetischer Zootechniker                                                                                       | 52    |       |
| 21. November | Maxwell Henry Gluck                               | US-amerikanischer Diplomat                                                                                      | 85    |       |
| 21. November | Arvīds Jansons                                    | lettischer Dirigent                                                                                             | 70    |       |
| 21. November | Hans Klein                                        | deutscher Pathologe und Hochschullehrer                                                                         | 72    |       |
| 21. November | Raymond Lebègue                                   | französischer Romanist und Literaturwissenschaftler                                                             | 89    |       |
| 21. November | Magogo                                            | südafrikanische Zulu-Prinzessin, Komponistin, Musikerin, Sängerin                                               |       |       |
| 21. November | Kenneth Martin                                    | britischer Maler und Bildhauer                                                                                  | 79    |       |
| 21. November | Joost van Os                                      | niederländischer Jazzmusiker                                                                                    | 63    |       |
| 21. November | Manfred Reichel                                   | Schweizer Paläontologe und Hochschullehrer                                                                      | 88    |       |
| 21. November | Simon Scuddamore                                  | britischer Schauspieler                                                                                         | 28    |       |
| 21. November | Ben Wilson                                        | US-amerikanischer High-School-Basketballspieler                                                                 | 17    |       |
| 22. November | John Gilling                                      | britischer Filmregisseur und Drehbuchautor                                                                      | 72    |       |
| 22. November | Adolf Laudon                                      | österreichischer Fußballspieler                                                                                 | 71    |       |
| 22. November | Robert Rigaux                                     | französischer Radrennfahrer                                                                                     | 73    |       |
| 22. November | Nikolai Wassiljewitsch Tomski                     | russisch-sowjetischer Bildhauer                                                                                 | 83    |       |
| 22. November | Oleksij Watschenko                                | ukrainisch-sowjetischer Politiker, Vorsitzender Oberster Sowjet Ukraine (1976–1984)                             | 70    |       |
| 22. November | Helmuth Zimmerer                                  | deutscher Jurist, Volkswirt und Kommunalpolitiker                                                               | 71    |       |
| 22. November | Marianne Zoff                                     | österreichische Schauspielerin und Opernsängerin (Mezzosopran)                                                  | 91    |       |
| 23. November | Tadashi Abe                                       | japanischer Aikidō-Lehrer                                                                                       |       |       |
| 23. November | Paul Dahlke                                       | deutscher Schauspieler                                                                                          | 80    |       |
| 23. November | Hermann Fischer                                   | deutscher Ringer                                                                                                | 72    |       |
| 23. November | Abe Goff                                          | US-amerikanischer Politiker                                                                                     | 84    |       |
| 23. November | Siegfried Gutenbrunner                            | österreichischer Mediävist und Hochschullehrer                                                                  | 78    |       |
| 23. November | Hanna Hausmann-Kohlmann                           | deutsche Malerin und Scherenschnittkünstlerin                                                                   | 87    |       |
| 23. November | Gerhard Hüsch                                     | deutscher Opernsänger (lyrischer Bariton)                                                                       | 83    |       |
| 23. November | René Métain                                       | deutsch-französischer Filmeditor                                                                                | 81    |       |
| 24. November | Wilhelm Antrup                                    | deutscher Offizier und Flugzeugführer                                                                           | 74    |       |
| 24. November | Max Grothusen                                     | deutscher Schauspieler, Hörspiel- und Synchronsprecher                                                          | 81    |       |
| 24. November | Godfrey Ridout                                    | kanadischer Komponist und Musikpädagoge                                                                         | 66    |       |
| 24. November | Albert Verbeek                                    | deutscher Kunsthistoriker und Denkmalpfleger                                                                    | 75    |       |
| 25. November | Clara Asscher-Pinkhof                             | niederländisch-israelische Pädagogin und Schriftstellerin                                                       | 88    |       |
| 25. November | Yeshwantrao Balwantrao Chavan                     | indischer Politiker                                                                                             | 72    |       |
| 25. November | Carl Dobler                                       | Schweizer Politiker (CVP)                                                                                       | 81    |       |
| 25. November | Jimmy Jackson                                     | US-amerikanischer Rennfahrer                                                                                    | 74    |       |
| 25. November | Ludwig Kayser                                     | deutscher Verwaltungsjurist und Kommunalpolitiker                                                               | 85    |       |
| 25. November | Agnes von Kurowsky                                | US-amerikanische Krankenschwester                                                                               | 92    |       |
| 25. November | Willibald Mücke                                   | deutscher Politiker (SPD), MdB                                                                                  | 80    |       |
| 25. November | Gerhard Schmidt                                   | deutscher Politiker (SPD), MdA                                                                                  | 65    |       |
| 26. November | Johannes Caspari                                  | deutscher Politiker (SPD), Hochschullehrer und Landeshauptmann der Provinz Grenzmark Posen-Westpreußen (1922... | 96    |       |
| 26. November | Fernando Corena                                   | Schweizer Opernsänger (Bass)                                                                                    | 67    |       |
| 26. November | Karoline Hafner                                   | österreichische Malerin                                                                                         | 86    |       |
| 26. November | Bernard Lonergan                                  | kanadischer Jesuit, Theologe und Religionsphilosoph                                                             | 79    |       |
| 26. November | Flockina von Platen                               | deutsche Schauspielerin                                                                                         | 79    |       |
| 26. November | Lotte Schwarz                                     | tschechoslowakische Pädagogin und Übersetzerin                                                                  | 82    |       |
| 26. November | Albert Vietor                                     | deutscher Manager, Vorsitzender der Neuen Heimat                                                                | 62    |       |
| 27. November | Melvin H. Evans                                   | US-amerikanischer Politiker der Amerikanischen Jungferninseln                                                   | 67    |       |
| 27. November | Sylvan Goldman                                    | US-amerikanischer Geschäftsmann                                                                                 | 86    |       |
| 27. November | Josef Grunner                                     | österreichisch-deutscher Jurist, Journalist und Politiker (SPD)                                                 | 80    |       |
| 27. November | George Howard, Baron Howard of Henderskelfe       | britischer Politiker                                                                                            | 64    |       |
| 27. November | Franz Scharmer                                    | österreichischer Pädagoge und Sozialreformer                                                                    | 93    |       |
| 28. November | Adam Antes                                        | deutscher Bildhauer und Grafiker                                                                                | 93    |       |
| 28. November | Jürgen Brinckmeier                                | deutscher Journalist und Politiker (SPD), MdA, MdEP                                                             | 49    |       |
| 28. November | Franz Ehrlich                                     | deutscher Architekt und Grafiker                                                                                | 76    |       |
| 28. November | Michel Emer                                       | französischer Komponist und Pianist                                                                             | 78    |       |
| 28. November | Hubertus Prinz zu Löwenstein-Wertheim-Freudenberg | deutscher Politiker (DP) und Journalist                                                                         | 78    |       |
| 28. November | Jimmy Lyon                                        | US-amerikanischer Jazzpianist                                                                                   | 63    |       |
| 28. November | Heribert Seidler                                  | österreichischer Diplom-Ingenieur, SA-Brigadeführer und Ratsherr                                                | 81    |       |
| 28. November | Hans Speidel                                      | deutscher General                                                                                               | 87    |       |
| 29. November | Gotthard Günther                                  | deutscher Philosoph                                                                                             | 84    |       |
| 29. November | Franz Jachym                                      | österreichischer Geistlicher, Koadjutorerzbischof in Wien                                                       | 74    |       |
| 29. November | Arne Fog Pedersen                                 | dänischer Politiker (Venstre), Kirchenminister                                                                  | 73    |       |
| 29. November | Kurt Roßner                                       | deutscher Politiker (SED) und Oberbürgermeister von Halle an der Saale                                          | 68    |       |
| 29. November | Max Schoop                                        | Schweizer Maler und Grafiker                                                                                    | 82    |       |
| 29. November | Giulio Viozzi                                     | italienischer Komponist, Pianist und Musikpädagoge                                                              | 72    |       |
| 30. November | Roberto Hodge                                     | chilenischer Fußballspieler                                                                                     | 40    |       |
| 30. November | Lim Yew Hock                                      | singapurischer Politiker und Chief Minister Singapurs                                                           |       |       |
| 30. November | Etienne Primault                                  | Schweizer Berufsoffizier                                                                                        | 80    |       |
| 30. November | Maximilian Teschner                               | deutscher Politiker (GB), MdL                                                                                   | 83    |       |
| 30. November | Joan Vinyoli                                      | katalanischer Dichter                                                                                           | 70    |       |
| 30. November | Adolf Wriggers                                    | deutscher Maler                                                                                                 | 88    |       |
| 30. November | Jirō Miyake                                       | japanischer Fußballspieler                                                                                      | ≈83   |       |
| November     | Borys Lewytzkyj                                   | deutscher Sowjetologe und Publizist                                                                             | 69    |       |
| November     | Tatsuhara Motoo                                   | japanischer Fußballspieler                                                                                      | 71    |       |
| November     | Rudolf Vojta                                      | österreichischer Eishockey- und Handballspieler                                                                 | 72    |       |

## Dezember
| Tag          | Name                                         | Beruf, bekannt als                                                                                | Alter | Beleg |
| ------------ | -------------------------------------------- | ------------------------------------------------------------------------------------------------- | ----- | ----- |
| 1. Dezember  | Wayland Becker                               | US-amerikanischer American-Football-Spieler                                                       | 74    |       |
| 1. Dezember  | Roelof Frankot                               | niederländischer Maler                                                                            | 73    |       |
| 1. Dezember  | Ilona Freyer                                 | deutsche Bühnen- und Kostümbildnerin                                                              |       |       |
| 1. Dezember  | Josef Rodzinski                              | deutscher Fußballspieler                                                                          | 77    |       |
| 1. Dezember  | Conny Rudhof                                 | deutscher Boxer                                                                                   | 50    |       |
| 1. Dezember  | Alfons Schepers                              | belgischer Radrennfahrer                                                                          | 77    |       |
| 1. Dezember  | Michael-Horst Schmidt                        | deutsches Todesopfer der Berliner Mauer                                                           | 20    |       |
| 1. Dezember  | Walter Vinnenberg                            | deutscher Pädagoge und römisch-katholischer Geistlicher                                           | 83    |       |
| 1. Dezember  | Stephen M. Young                             | US-amerikanischer Politiker (Demokraten)                                                          | 95    |       |
| 2. Dezember  | Helmut Diller                                | deutscher Tiermaler, Medailleur und Bildhauer                                                     | 73    |       |
| 2. Dezember  | Edward James                                 | britischer Multimillionär, Kunstsammler, Poet, Mäzen und Landschaftskünstler                      | 77    |       |
| 2. Dezember  | Harry Sukman                                 | amerikanischer Komponist                                                                          | 72    |       |
| 3. Dezember  | Pawel Stepanowitsch Kutachow                 | sowjetischer Offizier                                                                             | 70    |       |
| 3. Dezember  | John Sebastian Larocca                       | italienisch-amerikanischer Mobster                                                                | 82    |       |
| 3. Dezember  | Wladimir Abramowitsch Rochlin                | russischer Mathematiker                                                                           | 65    |       |
| 3. Dezember  | Asta Willmann                                | estnische Schauspielerin und Schriftstellerin                                                     | 68    |       |
| 4. Dezember  | Charles Oluf Herlofson                       | norwegischer Offizier                                                                             | 68    |       |
| 4. Dezember  | John Rock                                    | US-amerikanischer Gynäkologe                                                                      | 94    |       |
| 4. Dezember  | Ștefan Voitec                                | rumänischer Politiker (PCR)                                                                       | 84    |       |
| 4. Dezember  | Ludwig Volk                                  | deutscher Jesuit und Historiker                                                                   | 58    |       |
| 5. Dezember  | Cecil M. Harden                              | US-amerikanische Politikerin                                                                      | 90    |       |
| 5. Dezember  | Joe Rock                                     | US-amerikanischer Schauspieler, Regisseur, Filmproduzent und Drehbuchautor                        | 90    |       |
| 5. Dezember  | Wiktor Borissowitsch Schklowski              | russischer und sowjetischer Kritiker, Schriftsteller und Pamphletist                              | 91    |       |
| 6. Dezember  | Charles H. Garland                           | US-amerikanischer Offizier, Geschäftsmann und Politiker                                           | 85    |       |
| 6. Dezember  | Reinhold Hentschke                           | deutscher Politiker (SED)                                                                         | 85    |       |
| 6. Dezember  | Kurt Katzenstein                             | deutscher Luftfahrtpionier, Pilot und Unternehmer                                                 | 89    |       |
| 6. Dezember  | Manny Kurtz                                  | US-amerikanischer Liedtexter                                                                      | 73    |       |
| 6. Dezember  | Erwin Tragatsch                              | tschechoslowakischer Journalist und Autor                                                         | 68    |       |
| 7. Dezember  | San Baw                                      | burmesischer Chirurg und Orthopäde                                                                | 62    |       |
| 7. Dezember  | Jackson Beardy                               | kanadischer Künstler                                                                              | 40    |       |
| 7. Dezember  | Jeanne Cagney                                | US-amerikanische Schauspielerin                                                                   | 65    |       |
| 7. Dezember  | Jon B. Higgins                               | US-amerikanischer Musikwissenschaftler und -pädagoge und Sänger                                   | 48    |       |
| 7. Dezember  | Wilhelm Schmied                              | deutscher Maler und Grafiker                                                                      | 74    |       |
| 7. Dezember  | Ludwig Semrad                                | österreichischer Gerechter unter den Völkern                                                      |       |       |
| 8. Dezember  | Luther Adler                                 | US-amerikanischer Film- und Theaterschauspieler                                                   | 81    |       |
| 8. Dezember  | Rollie Culver                                | US-amerikanischer Jazzmusiker (Schlagzeug)                                                        | 76    |       |
| 8. Dezember  | Nikolai Markowitsch Emanuel                  | russischer Chemiker                                                                               | 69    |       |
| 8. Dezember  | Martin Last                                  | deutscher Historiker                                                                              | 46    |       |
| 8. Dezember  | Robert Jay Mathews                           | US-amerikanischer Rechtsextremist und Anführer der Terrorgruppe The Order                         | 31    |       |
| 8. Dezember  | Hans Meis                                    | deutscher Politiker (CDU), MdB                                                                    | 82    |       |
| 8. Dezember  | Gene Ramey                                   | US-amerikanischer Jazz-Bassist                                                                    | 71    |       |
| 8. Dezember  | Semih Sancar                                 | türkischer General                                                                                |       |       |
| 8. Dezember  | Bruno Six                                    | deutscher Politiker (CDU), MdL                                                                    | 78    |       |
| 8. Dezember  | Wladimir Nikolajewitsch Tschelomei           | sowjetischer Konstrukteur von Lenkwaffen und Raketen                                              | 70    |       |
| 9. Dezember  | Hori Ryūjo                                   | japanische Puppenmacherin                                                                         | 87    |       |
| 9. Dezember  | Henryk Sokolak                               | polnischer Widerstandskämpfer und Oberst des MfÖS                                                 | 62    |       |
| 10. Dezember | Þorsteinn Hjálmarsson                        | isländischer Schwimmer und Wasserballspieler sowie Schwimmtrainer                                 | 73    |       |
| 10. Dezember | Luke Johnsos                                 | US-amerikanischer American-Football-Spieler und -Trainer                                          | 79    |       |
| 10. Dezember | Georgia Lind                                 | deutsche Schauspielerin                                                                           | 79    |       |
| 10. Dezember | Adalbert Steiner                             | rumänischer Fußballspieler                                                                        | 77    |       |
| 10. Dezember | Charlie Teagarden                            | US-amerikanischer Jazztrompeter                                                                   | 71    |       |
| 11. Dezember | Anton Betz                                   | deutscher Verleger und Publizist                                                                  | 91    |       |
| 11. Dezember | Krafft Arnold Ehricke                        | deutsch-amerikanischer Raumfahrtpionier                                                           | 67    |       |
| 11. Dezember | Pentti Hämäläinen                            | finnischer Boxer                                                                                  | 54    |       |
| 11. Dezember | Hans Kottulinsky                             | österreichischer Landwirt und Politiker (ÖVP), Abgeordneter zum Nationalrat                       | 71    |       |
| 11. Dezember | Hermann Lackner                              | österreichischer Tischler und Politiker (SPÖ), Landtagsabgeordneter, Abgeordneter zum Nationalrat | 85    |       |
| 11. Dezember | Sam LoPresti                                 | US-amerikanischer Eishockeyspieler                                                                | 67    |       |
| 11. Dezember | Georg Kurt Schauer                           | deutscher Verleger und Buchhistoriker                                                             | 85    |       |
| 11. Dezember | Oskar Seidlin                                | deutsch-amerikanischer Germanist, Kinderbuch- und Krimiautor                                      | 73    |       |
| 11. Dezember | Rolf Tietgens                                | deutsch-amerikanischer Fotograf                                                                   |       |       |
| 11. Dezember | George Waggner                               | US-amerikanischer Filmregisseur, -produzent, Drehbuchautor und Schauspieler                       | 90    |       |
| 12. Dezember | Franz Dabeck                                 | deutscher Ordensgeistlicher                                                                       | 84    |       |
| 12. Dezember | Otto Schmidt                                 | deutscher Politiker (CDU), MdL, MdB                                                               | 82    |       |
| 12. Dezember | Helmut Schreyer                              | deutscher Erfinder, Mitarbeiter bei der Erfindung des ersten funktionstüchtigen Computers         | 72    |       |
| 12. Dezember | Chase G. Woodhouse                           | US-amerikanische Politikerin                                                                      | 94    |       |
| 13. Dezember | Rosa Kellner                                 | deutsche Sprinterin                                                                               | 74    |       |
| 13. Dezember | Margaret Livingston                          | US-amerikanische Schauspielerin                                                                   |       |       |
| 13. Dezember | Pierre Martin Ngô Đình Thục                  | vietnamesischer Geistlicher, Titularerzbischof von Bulla Regia und Erzbischof von Hue             | 87    |       |
| 13. Dezember | Bill Pemberton                               | US-amerikanischer Jazzmusiker                                                                     | 66    |       |
| 13. Dezember | Max Schönherr                                | österreichischer Komponist, Dirigent und Musikschriftsteller                                      | 81    |       |
| 13. Dezember | Nikolai Anissimowitsch Schtscholokow         | sowjetischer Politiker und General                                                                | 74    |       |
| 13. Dezember | Amerigo Tot                                  | ungarischer Bildhauer und Schauspieler                                                            | 75    |       |
| 13. Dezember | Antonio Tovar                                | spanischer Philologe, Linguist und Historiker                                                     | 73    |       |
| 13. Dezember | José Zampicchiatti                           | argentinischer Radrennfahrer                                                                      | 84    |       |
| 14. Dezember | Sam Marowitz                                 | US-amerikanischer Jazzmusiker                                                                     | 64    |       |
| 14. Dezember | Vicente Aleixandre                           | spanischer Lyriker und Nobelpreisträger für Literatur                                             | 86    |       |
| 14. Dezember | Richard Currier                              | US-amerikanischer Filmeditor                                                                      | 92    |       |
| 14. Dezember | Alberto Fernández Blanco                     | spanischer Radrennfahrer                                                                          | 29    |       |
| 14. Dezember | Walter Richter-Reinick                       | deutscher Schauspieler und Synchronsprecher                                                       | 73    |       |
| 14. Dezember | Juri Konstantinowitsch Sokolow               | sowjetischer Einzelhandelsfunktionär                                                              | 61    |       |
| 14. Dezember | Symphony Sid                                 | US-amerikanischer Jazz-DJ                                                                         | 75    |       |
| 15. Dezember | Kurt Axelsson                                | schwedischer Fußballspieler                                                                       | 43    |       |
| 15. Dezember | Eddie Beal                                   | US-amerikanischer Jazzmusiker                                                                     | 74    |       |
| 15. Dezember | Hilde Bruch                                  | US-amerikanische Ärztin und Psychoanalytikerin                                                    | 80    |       |
| 15. Dezember | Anton Philipp Brück                          | deutscher Priester, Professor, Prälat und Autor                                                   | 71    |       |
| 15. Dezember | Paul Franken                                 | deutscher Historiker und erster Direktor der Bundeszentrale für politische Bildung in Bonn        | 80    |       |
| 15. Dezember | Lino Gutiérrez                               | venezolanischer Komponist, Musiker und Musikpädagoge                                              | 108   |       |
| 15. Dezember | Jan Peerce                                   | US-amerikanischer Opernsänger (Tenor)                                                             | 80    |       |
| 15. Dezember | Max Wendl                                    | deutscher Maler, Grafiker und Glaskünstler                                                        | 80    |       |
| 16. Dezember | Karl Deichgräber                             | deutscher klassischer Philologe                                                                   | 81    |       |
| 16. Dezember | Ernest Mengel                                | luxemburgischer Fußballspieler                                                                    | 55    |       |
| 16. Dezember | Frieda Weiß                                  | deutsche Politikerin (SED)                                                                        | 77    |       |
| 17. Dezember | Horst Engel                                  | deutscher Politiker (SPD), MdL                                                                    | 57    |       |
| 17. Dezember | Sonja Ferlov Mancoba                         | dänische Malerin und Bildhauerin                                                                  | 73    |       |
| 17. Dezember | Gerd Heinrich                                | deutscher Entomologe, Zoologe und Forschungsreisender                                             | 88    |       |
| 17. Dezember | Werner Krynitz                               | deutscher Rezitator                                                                               | 80    |       |
| 17. Dezember | Isa Pola                                     | italienische Schauspielerin                                                                       | 74    |       |
| 17. Dezember | László Szabó                                 | ungarisch-französischer Bildhauer                                                                 | 67    |       |
| 18. Dezember | Feike Asma                                   | niederländischer Organist, Dirigent und Komponist                                                 | 72    |       |
| 18. Dezember | Julius Grabner                               | österreichischer Politiker (ÖVP), Landtagsabgeordneter im Burgenland                              | 81    |       |
| 18. Dezember | Puck van Heel                                | niederländischer Fußballspieler                                                                   | 80    |       |
| 18. Dezember | Rudolf Platte                                | deutscher Schauspieler                                                                            | 80    |       |
| 18. Dezember | Gebhard Seelos                               | deutscher Diplomat und Politiker (BP), MdB                                                        | 83    |       |
| 18. Dezember | Max Stendebach                               | österreichisch-deutscher Offizier und Politiker (VdU, FPÖ), Abgeordneter zum Nationalrat          | 92    |       |
| 18. Dezember | Valerijonas Balčiūnas                        | litauischer Fußballspieler                                                                        | 80    |       |
| 19. Dezember | Cecil Aagaard                                | norwegischer Jazzsänger, Schlagzeuger, Akkordeonist und Bandleader                                | 68    |       |
| 19. Dezember | Edward Carrere                               | US-amerikanischer Szenenbildner                                                                   | 78    |       |
| 19. Dezember | Frank Davis                                  | US-amerikanischer Drehbuchautor und Filmproduzent                                                 | 87    |       |
| 19. Dezember | Augusto de Carvalho                          | portugiesischer Radrennfahrer                                                                     | 79    |       |
| 19. Dezember | Peter Duhr                                   | deutscher Schriftsteller                                                                          | 81    |       |
| 19. Dezember | Anno Erdle                                   | deutscher Maler, Zeichner und Bühnenbildner                                                       | 60    |       |
| 19. Dezember | Thomas D. Finley                             | US-amerikanischer General                                                                         | 89    |       |
| 19. Dezember | Gertrude Langer                              | österreichisch-australische Kunsthistorikerin und Kunstkritikerin                                 | 76    |       |
| 19. Dezember | Michel Magne                                 | französischer Komponist, Musiker, Musikproduzent und Maler                                        | 54    |       |
| 19. Dezember | Fritz Mareczek                               | deutsch-österreichischer Komponist und Dirigent                                                   | 74    |       |
| 19. Dezember | Cecil F. S. Newman                           | nordirischer Fotograf, Stadt- und Landschaftsplaner                                               | 70    |       |
| 19. Dezember | Maria Pirwitz                                | deutsche Bildhauerin und Malerin                                                                  | 58    |       |
| 20. Dezember | Max Deuring                                  | deutscher Mathematiker                                                                            | 77    |       |
| 20. Dezember | Walter Friedländer                           | deutscher Sozialpädagoge                                                                          | 93    |       |
| 20. Dezember | Theodor Fründt                               | deutscher Politiker (NSDAP), MdR, Hauptabteilungsleiter im Reichskommissariat Ostland             | 87    |       |
| 20. Dezember | Josef Humpál                                 | tschechoslowakischer Fußballspieler und -trainer                                                  | 66    |       |
| 20. Dezember | Heinz Lueg                                   | deutscher Elektrotechniker                                                                        | 70    |       |
| 20. Dezember | Stanley Milgram                              | US-amerikanischer Psychologe                                                                      | 51    |       |
| 20. Dezember | Rudolf Schati                                | deutscher Schauspieler, Theaterleiter und Gründungsmitglied des Deutschen Staatstheaters Temeswar | 71    |       |
| 20. Dezember | Werner Schopper                              | deutscher Pathologe                                                                               | 85    |       |
| 20. Dezember | Dmitri Fjodorowitsch Ustinow                 | sowjetischer Verteidigungsminister und Marschall der Sowjetunion                                  | 76    |       |
| 21. Dezember | Francis Bar                                  | französischer Romanist                                                                            |       |       |
| 21. Dezember | Kenny Clare                                  | englischer Jazz-Schlagzeuger                                                                      | 55    |       |
| 21. Dezember | Constance Endicott Hartt                     | US-amerikanische Botanikerin und Hochschullehrerin                                                | 84    |       |
| 21. Dezember | J. Lister Hill                               | US-amerikanischer Politiker                                                                       | 89    |       |
| 21. Dezember | Herta Meyer-Riekenberg                       | deutsche Gewerkschaftsfunktionärin                                                                | 74    |       |
| 21. Dezember | José Luis Rodríguez Vélez                    | panamaischer Komponist, musikalischer Leiter, Saxophonist, Klarinettist und Gitarrist             | 69    |       |
| 21. Dezember | Karl Roemer                                  | deutscher Jurist und Corpsstudent                                                                 | 84    |       |
| 21. Dezember | Hilmar Wulff                                 | dänischer Schriftsteller                                                                          | 76    |       |
| 22. Dezember | Woldemar Gastpary                            | polnischer evangelisch-lutherischer Theologe                                                      | 76    |       |
| 22. Dezember | Paul Leser                                   | deutsch-amerikanischer Ethnologe                                                                  | 85    |       |
| 22. Dezember | Carlos Mérida                                | guatemaltekisch-mexikanischer Künstler                                                            | 93    |       |
| 22. Dezember | Josef Picker                                 | deutscher Bildhauer                                                                               | 89    |       |
| 22. Dezember | Viola Gertrude Wells                         | US-amerikanische Bluessängerin                                                                    | 80    |       |
| 23. Dezember | Ingemar Düring                               | schwedischer Altphilologe                                                                         | 81    |       |
| 23. Dezember | Heinrich Hellstern                           | Schweizer Pastor, Entwicklungshelfer, Ehrenpräsident der CFK                                      | 82    |       |
| 23. Dezember | Reinhold Huber                               | österreichischer Landwirt, Politiker (FPÖ) und MdL Kärnten                                        | 80    |       |
| 23. Dezember | Jo von Kalckreuth                            | Münchner Künstler und Maler                                                                       | 72    |       |
| 23. Dezember | Joan Lindsay                                 | australische Schriftstellerin                                                                     | 88    |       |
| 23. Dezember | Carl Roesch                                  | deutscher Politiker (SPD), MdB                                                                    | 79    |       |
| 23. Dezember | Johann Bernhard Michael Schneider            | deutscher Schachkomponist                                                                         | 79    |       |
| 23. Dezember | Georg-Maria Schwab                           | deutscher Chemiker und Hochschullehrer                                                            | 85    |       |
| 24. Dezember | Jupp Arents                                  | deutscher Radrennfahrer                                                                           | 72    |       |
| 24. Dezember | Walter Hatto Gross                           | deutscher Archäologe                                                                              | 71    |       |
| 24. Dezember | Ian Hendry                                   | britischer Schauspieler                                                                           | 53    |       |
| 24. Dezember | Peter Lawford                                | britischer Schauspieler                                                                           | 61    |       |
| 24. Dezember | Harry Waxman                                 | britischer Kameramann                                                                             | 72    |       |
| 25. Dezember | Jack Balmer                                  | englischer Fußballspieler                                                                         | 68    |       |
| 25. Dezember | José Corti                                   | französischer Autor und Verleger                                                                  | 89    |       |
| 25. Dezember | Erich Hagenah                                | deutscher Politiker (SPD), MdL                                                                    | 86    |       |
| 25. Dezember | Hugo Wilhelm Knipping                        | deutscher Internist                                                                               | 89    |       |
| 25. Dezember | John MacNaught                               | kanadischer Politiker und Rechtsanwalt                                                            | 80    |       |
| 25. Dezember | Hans Erich Seuberlich                        | deutscher Schriftsteller                                                                          | 64    |       |
| 25. Dezember | Heinrich Siekmeier                           | deutscher Politiker (NSDAP), MdR und SS-Führer                                                    | 81    |       |
| 25. Dezember | Karl Simpfendörfer                           | deutscher Politiker (CDU), MdB                                                                    | 78    |       |
| 26. Dezember | Franz Arnold                                 | Schweizer Politiker (FDP)                                                                         | 87    |       |
| 26. Dezember | Geoffrey Barraclough                         | britischer Historiker                                                                             | 76    |       |
| 26. Dezember | Max Hölzer                                   | österreichischer Autor und Lyriker                                                                | 69    |       |
| 26. Dezember | Tebbs Lloyd Johnson                          | britischer Geher                                                                                  | 84    |       |
| 26. Dezember | Erik Undritz                                 | Schweizer Arzt und Blutspezialist                                                                 | 83    |       |
| 27. Dezember | William Black, Baron Black                   | britischer Ingenieur und Unternehmer                                                              | 91    |       |
| 27. Dezember | Leslie Compton                               | englischer Fußball- und Cricketspieler                                                            | 72    |       |
| 27. Dezember | Gerda Matejka-Felden                         | österreichische Malerin, Kunstpädagogin und Hochschullehrerin                                     | 83    |       |
| 27. Dezember | Kurt Petermann                               | deutscher Musik- und Tanzwissenschaftler                                                          | ≈54   |       |
| 27. Dezember | René Sentuc                                  | französischer Widerstandskämpfer (Résistance), Stadtverordneter, Tribunalvorsitzender             | 84    |       |
| 28. Dezember | Isaak Konstantinowitsch Kikoin               | sowjetischer Physiker                                                                             | 76    |       |
| 28. Dezember | Alfred Kohler                                | deutscher Maler                                                                                   | 68    |       |
| 28. Dezember | Erwin Mehl                                   | österreichischer Sportwissenschafter                                                              | 94    |       |
| 28. Dezember | Dietrich Müller-Stüler                       | deutscher Architekt                                                                               | 76    |       |
| 28. Dezember | Sam Peckinpah                                | US-amerikanischer Filmregisseur und Drehbuchautor                                                 | 59    |       |
| 28. Dezember | Mary Stewart, Baroness Stewart of Alvechurch | britische Politikerin (Labour Party)                                                              | 81    |       |
| 29. Dezember | Roy Conacher                                 | kanadischer Eishockeyspieler                                                                      | 68    |       |
| 29. Dezember | Desmond Governey                             | irischer Politiker                                                                                | 64    |       |
| 29. Dezember | Gregor Hradetzky                             | österreichischer Kanute und Orgelbauer                                                            | 75    |       |
| 29. Dezember | Walther Hubatsch                             | deutscher Historiker                                                                              | 69    |       |
| 29. Dezember | Leo Robin                                    | US-amerikanischer Komponist und Textdichter                                                       | 84    |       |
| 29. Dezember | Erich Schmitt                                | deutscher Karikaturist                                                                            | 60    |       |
| 29. Dezember | Sigfried Uiberreither                        | österreichischer Jurist und Politiker (NSDAP), MdR                                                | 76    |       |
| 29. Dezember | Albert Weitnauer                             | Schweizer Diplomat und Staatssekretär                                                             | 68    |       |
| 30. Dezember | Werner Becker                                | deutscher Kunsthistoriker und Museumsleiter                                                       | 60    |       |
| 30. Dezember | Hedwig Bienkowski-Andersson                  | deutsche Essayistin und Schriftstellerin                                                          | 80    |       |
| 30. Dezember | Detlef Bock von Wülfingen                    | deutscher Generalmajor                                                                            | 89    |       |
| 30. Dezember | Sten Bodvar Liljegren                        | schwedischer Anglist                                                                              | 99    |       |
| 30. Dezember | Lydia Poser                                  | deutsche antifaschistische Widerstandskämpferin, deutsche Politikerin (KPD, SED), MdV             | 75    |       |
| 30. Dezember | Will Richter                                 | deutscher klassischer Philologe                                                                   | 74    |       |
| 30. Dezember | Peter Rietschel                              | deutscher Zoologe und Professor an der Goethe-Universität Frankfurt am Main                       | 81    |       |
| 30. Dezember | Erich Schmid                                 | österreichischer Maler und Grafiker                                                               | 76    |       |
| 30. Dezember | William Bedell Stanford                      | irischer Klassischer Philologe und Politiker                                                      | 74    |       |
| 30. Dezember | Juha Widing                                  | schwedischer Eishockeyspieler                                                                     | 37    |       |
| 31. Dezember | Georgi Konstantinowitsch Boreskow            | russischer Chemiker                                                                               | 77    |       |
| 31. Dezember | Heinrich Buess                               | Schweizer Medizinhistoriker                                                                       | 73    |       |
| 31. Dezember | Erich Dziwoki                                | deutscher Fußballspieler                                                                          | 59    |       |
| 31. Dezember | Alexander Hrennikoff                         | russisch-kanadischer Bauingenieur                                                                 | 88    |       |
| 31. Dezember | Gonzaque Lécureul                            | französischer Automobilrennfahrer                                                                 | 97    |       |
| 31. Dezember | Giuseppe Schirò                              | italienischer Byzantinist und Albanologe                                                          | 79    |       |
| 31. Dezember | Warren Thew                                  | US-amerikanisch-schweizerischer Pianist, Komponist, Dichter, Zeichner                             | 57    |       |
| 31. Dezember | Marie Thierfeldt                             | deutsche Handweberin                                                                              | 91    |       |
| Dezember     | Keith Spurgeon                               | englischer Fußballtrainer                                                                         | 52    |       |